# چیساتو ناکاجیما
چیساتو ناکاجیما (انگلیسی: Chisato Nakajima؛ زادهٔ ۱۰ مارس ۱۹۶۱ ‏(۶۴ سال)) صداپیشه اهل ژاپن است. وی از سال ۱۹۸۲ میلادی تاکنون مشغول فعالیت بوده‌است.